# Hovsta station
Hovsta station är en driftplats och tidigare trafikplats i Hovsta på Mälarbanan, cirka 8 kilometer från Örebro centralstation.

## Historik
Stationen öppnades den 1 januari 1891 och ligger östra delen i av tätorten Hovsta i Örebro kommun. Hovsta utgjorde en station längs Köping–Hults Järnväg och senare även längs Mälarbanan. Den 22 maj 1977 upphörde persontrafiken vid stationen och stationen övergick till att bli en driftplats. År 1985 eller 1986 revs stationshuset.